# Слюссен (станция метро)
Слюссен (швед. Slussen — «шлюз») — станция Стокгольмского метрополитена. Расположена на Зелёной линии и Красной линии. Обслуживается маршрутами Т13, Т14, Т17, Т18, Т19.
Станция расположена в стокгольмском районе Сёдермальм (на границе со Старым городом), где находятся шлюзы между пресноводным озером Меларен и морским заливом.
В своём первоначальном виде — как трамвайная станция — была открыта королём Густавом V 1 октября 1933 года. Спустя 17 лет трамвайный тоннель перестроили в пути метро, которое открылось для пассажиров 1 октября 1950 года. Станция находится на нулевом километре отсчёта Зелёной и Красной линий — отсюда ведётся отсчёт расстояний до всех остальных станций этих линий. Находится на глубине от 7 до 24 метров, имеет 2 платформы и 4 пути. Станция является кросс-платформенной. Художественное оформление станции создавали: Астор и Биргер Форсберг (южный зал билетных касс, 1965), Суне Фогде (1965), Бенгт Рафаэль Сундберг (оформление межплатформенных стен, 1990), Харальд Лют (1983).